# Thalassoma grammaticum
Thalassoma grammaticum là một loài cá biển thuộc chi Thalassoma trong họ Cá bàng chài. Loài này được mô tả lần đầu tiên vào năm 1890.

## Từ nguyên
Từ định danh của loài cá này, grammaticum, trong tiếng Latinh có nghĩa là "có vệt sọc", hàm ý đề cập đến các vệt sọc màu xanh lục quanh mắt và trên má.

## Phạm vi phân bố và môi trường sống
T. grammaticum có phạm vi phân bố rộng rãi ở Đông Thái Bình Dương. Từ cực nam bán đảo Baja California và phía nam của vịnh California, loài này được ghi nhận trải dài dọc theo bờ biển Trung Mỹ và Nam Mỹ đến Bắc Peru, cũng bao gồm tất cả các hòn đảo xa bờ.
T. grammaticum sống gần các rạn san hô viền bờ ở độ sâu đến 65 m.

## Mô tả
T. grammaticum có chiều dài cơ thể tối đa được ghi nhận là 32 cm. Cá con có màu nâu lục với một dải trắng băng dài từ mõm đến cuống đuôi, phía trên có một hàng các đốm màu đen; kết thúc bởi một đốm đen lớn trên gốc vây đuôi. Cá trưởng thành có màu xanh lục lam (cá đực có nhiều màu lam và sáng màu hơn so với cá cái); thân có các vạch đứng màu tím. Đầu và ngực có màu hồng tía với các vệt sọc màu xanh lục quanh mắt, kéo dài xuống má. Có một dải màu xám đen ở rìa của vây ngực. Sọc màu hồng tím dọc theo gốc vây lưng và vây hậu môn, và phủ lấy ở rìa trên và dưới của vây đuôi. Vây đuôi lõm sâu, thùy đuôi nhọn.
Số gai ở vây lưng: 8; Số tia vây ở vây lưng: 13 - 14; Số gai ở vây hậu môn: 3; Số tia vây ở vây hậu môn: 11; Số gai ở vây bụng: 1; Số tia vây ở vây bụng: 5; Số tia vây ở vây ngực: 15 - 17.

## Sinh thái và hành vi
Thức ăn của T. grammaticum là các loài thủy sinh không xương sống, chủ yếu là những loài động vật có vỏ. Loài này thường sống đơn độc.
T. grammaticum được xem là một loài cá cảnh.